# Выпрямительный диод

Аналогия между работой обратного клапана и диода

Эффект односторонней проводимости показан в зависимости от полярности подключения диода на схеме

Выпрями́тельные дио́ды — диоды, используемые для преобразования переменного тока в постоянный. На смену электровакуумным диодам и игнитронам пришли диоды из полупроводниковых материалов и диодные мосты (четыре диода в одном корпусе). Обычно к быстродействию, ёмкости p-n-перехода и стабильности параметров выпрямительных диодов не предъявляют специальных требований.
Основные параметры выпрямительных диодов:
- среднее прямое напряжение {\displaystyle U_{\text{пр.ср.}}} при указанном токе {\displaystyle I_{\text{пр.ср.}}};
- средний обратный ток {\displaystyle I_{\text{обр.ср.}}} при заданных значениях обратного напряжения {\displaystyle U_{\text{обр}}} и температуры;
- допустимое амплитудное значение обратного напряжения {\displaystyle U_{\text{обр.макс.}}};
- средний прямой ток {\displaystyle I_{\text{пр.ср.}}};
- частота без снижения режимов.

Частотный диапазон выпрямительных диодов невелик. При преобразовании промышленного переменного тока рабочая частота составляет 50 Гц, предельная частота выпрямительных диодов не превышает 20 кГц.
По максимально допустимому среднему прямому току диоды делятся на три группы: диоды малой мощности ({\displaystyle I_{\text{пр.ср.}}} ≤ 0,3 А), диоды средней мощности (0,3 А < {\displaystyle I_{\text{пр.ср.}}} < 10 А) и мощные (силовые) диоды ({\displaystyle I_{\text{пр.ср.}}} ≥ 10 А). Диоды средней и большой мощности требуют отвода тепла, поэтому они имеют конструктивные элементы для установки на радиатор.
В состав параметров диодов входят диапазон температур окружающей среды (для кремниевых диодов обычно от −60 до +125 °С) и максимальная температура корпуса.
Среди выпрямительных диодов следует особо выделить диоды Шоттки, создаваемые на базе контакта металл-полупроводник и отличающиеся более высокой рабочей частотой (для 1 МГц и более), низким прямым падением напряжения (менее 0,6 В).

## Мостовая схема включения диодов

Схемы диодных мостов Гретца (слева) и Ларионова (справа)

Для повышения коэффициента полезного действия выпрямительные диоды включают по мостовой (реже полумостовой) схеме, чтобы питание нагрузки выпрямленным током осуществлялось на протяжении обоих полупериодов.